# Ibrahima Sidibe

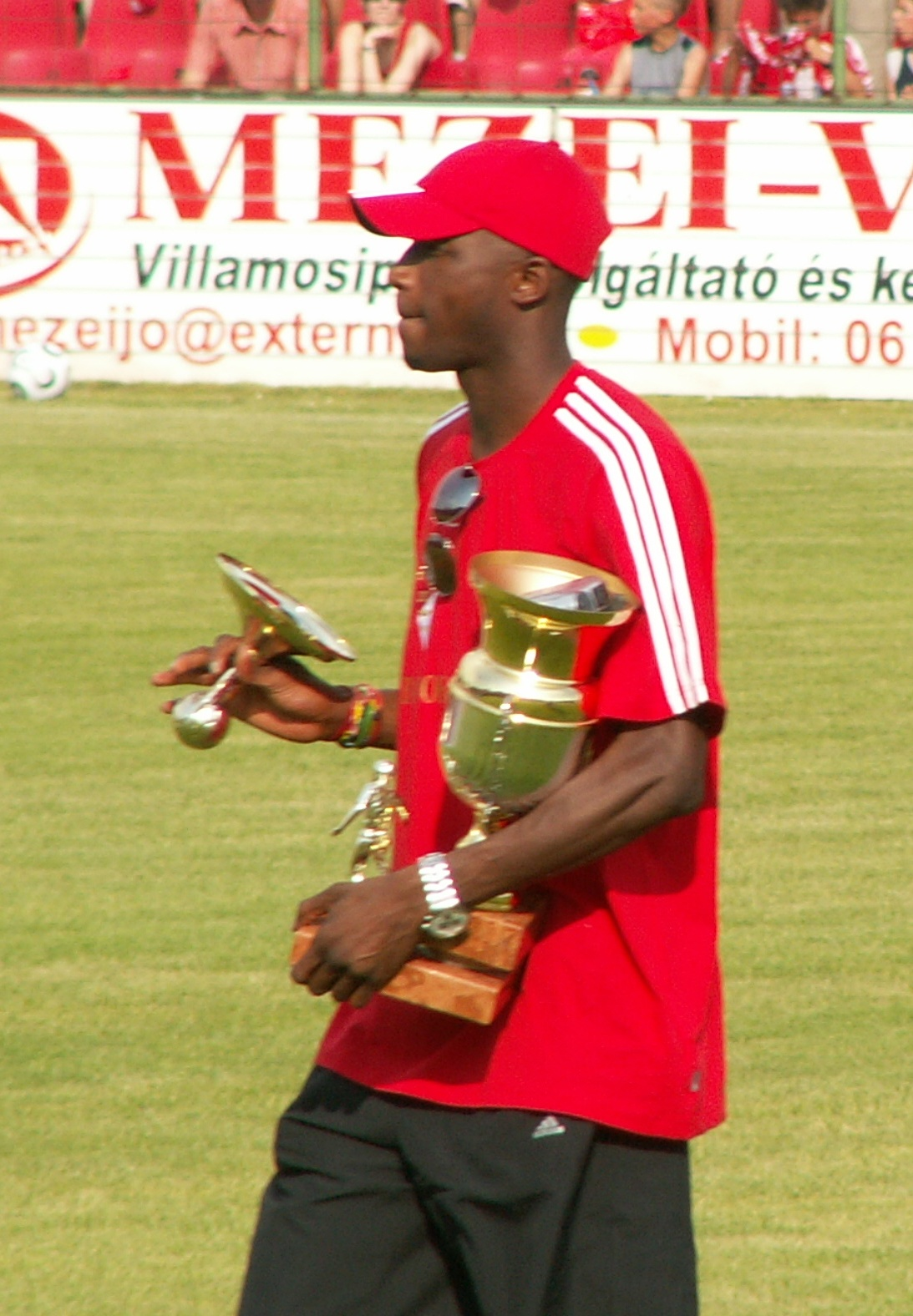
Ibrahima Sidibe

Ibrahima Sidibe (Nguidile, 10 augustus 1980) is een Senegalese voetballer die bij voorkeur als aanvaller speelt. Hij verruilde in 2012 KVC Westerlo voor Debreceni VSC. Sidibe speelde voor onder meer Sint-Truidense VV (STVV) en Beerschot AC.

## Statistieken
| seizoen | club              | land       | competitie            | wed. | goals |
| ------- | ----------------- | ---------- | --------------------- | ---- | ----- |
| 2000/01 | WSG Wattens       | Oostenrijk | Erste Liga            | 30   | 11    |
| 2001    | FC Wacker Tirol   | Oostenrijk | Bundesliga            | 0    | 0     |
| 2002    | SV Pasching       | Oostenrijk | Erste Liga            | 14   | 8     |
| 2002/03 | SV Ried           | Oostenrijk | Bundesliga            | 32   | 5     |
| 2003/04 | SV Ried           | Oostenrijk | Erste Liga            | 31   | 4     |
| 2004/05 | SV Ried           | Oostenrijk | Erste Liga            | 31   | 7     |
| 2005/06 | Debreceni VSC     | Hongarije  | Magyar Labdarúgó Liga | 28   | 15    |
| 2006/07 | Debreceni VSC     | Hongarije  | Magyar Labdarúgó Liga | 27   | 17    |
| 2007/08 | Sint-Truidense VV | België     | Jupiler League        | 13   | 0     |
| 2008/09 | Sint-Truidense VV | België     | Exqi League           | 35   | 21    |
| 2009/10 | Sint-Truidense VV | België     | Jupiler League        | 28   | 15    |
| 2009/10 | Sint-Truidense VV | België     | Play-Off I            | 9    | 0     |
| 2010/11 | Sint-Truidense VV | België     | Jupiler League        | 25   | 6     |
| 2010/11 | Sint-Truidense VV | België     | Play-Off II A         | 3    | 1     |
| 2011/12 | Beerschot AC      | België     | Jupiler Pro League    | 18   | 6     |
| 2011/12 | KVC Westerlo      | België     | Jupiler Pro League    | 9    | 3     |
| 2012/13 | Debreceni VSC     | Hongarije  | Magyar Labdarúgó Liga | 27   | 8     |
| 2013/14 | Debreceni VSC     | Hongarije  | Magyar Labdarúgó Liga | 22   | 10    |
|         |                   |            | Totaal                | 381  | 137   |